# Derah
Der Derah, auch Emmet oder Deraga, war ein Längenmaß in Eritrea. Das Maß sollte nicht mit dem ägyptischen Maß Derali, das mit dem Zweitnamen Derah hieß, verwechselt werden.
- 1 Derah = 0,46 Meter
- 1 7/16 Cubi = 1 Derah[1]
  - 1 Cubi = 320 Millimeter[1]